# 에교

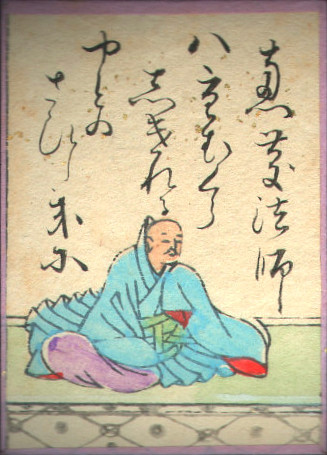

에교(일본어: 恵慶, 생몰년 미상)는 일본 헤이안 시대의 승려, 시인이다. 속명은 불명이다.

## 와카
```
우거진 넝쿨 무성한 초가집에 홀로 외로이 찾는 이 조차 없이 가을만 찾아왔네
八重むぐら茂れる宿の寂しきに人こそ見えね秋は来にけり
```